# Dead Trigger
Dead Trigger é un film statunitense del 2017 diretto da Mike Cuff e da Scott Windhauser.

## Trama
Un virus misterioso ha ucciso miliardi di persone e molte sono state trasformate in zombi assetati di sangue, il governo interviene sviluppando un videogioco dal nome "Dead Trigger" che rispecchia gli eventi che maledicono il mondo.